# نجم الأحمد
نجم حمد الأحمد (مواليد 1969) هو وزير العدل السوري السابق.

## البداية والتعليم
ولد الأحمد في حلب في عام 1969. ويحمل درجة البكالوريوس في الحقوق من جامعة حلب في العام 1991. كما حصل على درجة الماجستير في القانون العام والقانون الإداري والعلوم الإدارية من جامعة دمشق وحصل على درجة الدكتوراه في القانون من ‌جامعة عين شمس في مصر .

## الحياة المهنية
خدم أحمد رئيسا للجنة الإصلاح القضائي التي شكلت في 17 مايو 2011. كما شغل منصب نائب وزير العدل. في 16 أغسطس 2012، تم تعيين أحمد وزير للعدل من قبل الرئيس السوري بشار الأسد في الحكومة برئاسة وائل نادر الحلقي.

### العقوبات
في 16 أكتوبر 2012، وضعه الاتحاد الأوروبي جنبا إلى جنب مع مسؤولين سوريين آخرين إلى قائمة العقوبات المالية. وزارة الخزانة في المملكة المتحدة أيضا وضعته في قائمة تجميد الأصول في نفس اليوم.
في 16 مايو 2013، وزارة الخزانة الأمريكية عينت أربعة من كبار المسؤولين السوريين، بمن فيهم أحمد، لدعم «حكومة بشار الأسد في قمع الشعب أو التورط في الإرهاب».